# هيروشيما بيغ آرش
ملعب هيروشيما بيج أرش (باليابانية:広島ビッグアーチ) (بالإنجليزية:Hiroshima Big Arch) الاسم السابق (Hiroshima Park Main Stadium) وتعني ملعب حديقة هيروشيما الرئيسي ، هي ملعب كرة قدم يابانية، وتملكها نادي سانفريس هيروشيما اليابانية، تبلغ عدد المتفرجين 50 الف متفرج، وكانت ملعب هيروشيما بيج أرش كانت أكبر ملعب في اليابان في ذلك الوقت، والملعب استضافت بطولة كأس الأمم الآسيوية لكرة القدم 1992 ، وكما أستضافت الدورة الأسيوية للرياضة المختلفة سنة 1994م.

## وصلات خارجية
- (باليابانية) Official website